# Julijan Romanczuk
Julijan Romanczuk, ukr. Юліян Романчук (ur. 24 lutego 1842 w Kryłosie, zm. 22 kwietnia 1932 we Lwowie) – ukraiński polityk, działacz społeczny i oświatowy, nauczyciel, dziennikarz i pisarz, poseł do Sejmu Krajowego Galicji i austriackiej Rady Państwa

## Życiorys
Ukończył szkołę ludową w Dulibach w pow. stryjskim, potem uczył się w gimnazjum w Stanisławowie i liceum akademickim we Lwowie, które ukończył w 1860. Odbył  studia z filologii klasycznej na fakultecie filozoficznym uniw. we Lwowie (1864). Następnie pracował jako nauczyciel filologii klasycznej, najpierw jako zastępca nauczyciela, od 1870 nauczyciel w II (niemieckim) gimnazjum ogólnym we Lwowie (1864–1872). Był nauczycielem, od 1877 profesorem  filologii klasycznej w (rusińskim) akademickim gimnazjum we Lwowie (1872–1899). W 1899 przeszedł w stan spoczynku. W latach 1869–1890 był członkiem komisji podręczników ruskich przy galicyjskiej Krajowej Radzie Szkolnej. 
W 1868 był jednym z założycieli  towarzystwa oświatowego Proswita, i jej przewodniczącym w latach 1896–1906. Współzałożyciel a następnie aktywny członek Towarzystwa Naukowego im. Szewczenki (1873), Ridnej Szkoły (1881) i Uczytelskoji Hromady. Od 1904 był wydawcą biblioteki ruskich klasyków. Założyciel, dziennikarz i publicysta wielu ukraińskich gazet m.in. w l. 1873–1887 tygodnika „Batkiwszczyna” (Ojczyzna), dziennika „Diło” (1880–1932) a także miesięcznika „Ukrainische Rundschau” w Wiedniu. Był redaktorem i współwydawcą ukraińskich podręczników szkolnych. Z Ołeksandrem Barwinskim wprowadzili w 1890 ortografię fonetyczną do podręczników szkół powszechnych i średnich oraz do wydawnictw popularnonaukowych „Proświty”. W 1884 złożył w Sejmie wniosek o rozszerzenie zakresu nauczania języka ukraińskiego w gimnazjach oraz o utworzenie oddzielnego gimnazjum w Przemyślu. Sejm po długich dyskusjach w komisji szkolnej w 1887 podjął uchwałę o zorganizowaniu w tym mieście klas paralelnych przy polskim gimnazjum.
Jeden z czołowych działaczy narodowych ukraińskich. W 1885 inicjator powstania przewodniczącym Narodnej Rady. W 1899 był współzałożycielem Ukraińskiej Partii Narodowo-Demokratycznej (UNDP, do 1907 był jej przewodniczącym i członkiem władz naczelnych). W 1890 był jednym z architektów polsko-ukraińskiego porozumienia, zwanego „nową erą”, ale szybko rozczarowany jego rezultatami już w 1894 przeszedł do opozycji w stosunku do rządzących Galicją konserwatystom. Był posłem do galicyjskiego Sejmu Krajowego Galicji V kadencji (15 września 1883 -  26 stycznia 1889) i VI kadencji (10 października 1889 -17 lutego 1894) wybieranym w kurii IV (gmin wiejskich) w okręgu wyborczym nr 35 (Kałusz-Wojniłów). Od 1889 był przewodniczącym Ukraińskiego Klubu Sejmowego.
Był posłem do austriackiej Rady Państwa VIII kadencji (9 kwietnia 1891 - 22 stycznia 1897) oraz X kadencji (31 stycznia 1901 - 30 stycznia 1907) wybranym w kurii IV (gmin wiejskich) w okręgu nr 16 (Kałusz-Wojniłów-Dolina-Bolechów-Bóbrka-Chodorów). Do Rady Państwa IX kadencji startował bez powodzenia w marcu 1897 z kurji wiejskiej w trzech okręgach. W okręgu Stanisławów–Bohorodczany–Tłumacz–Nadwórna zwyciężył go ksiądz greckokatolicki Kornyło Mandyczewski, który otrzymał 428 głosów wyborców ze wszystkich 784. W okręgu wyborczym Buczacz–Czortków–Trembowla zwyciężył go Kornel Horodyski, a w okręgu Brzeżany–Rohatyn–Podhajce - dr. Jan Walewski. W maju 1898 podczas wyborów uzupełniających w okręgu wiejskim  Buczacz–Czortków zwyciężył go Marian Błażowski.
Potem był posłem do Rady Państwa XI kadencji (17 czerwca 1907 - 30 marca 1911) i XII kadencji (17 lipca 1911 - 1 listopada 1918) wybieranym w okręgu wyborczym nr 55 (Wojniłów–Dolina–Rożniatów–Kałusz–Nadwórna–Delatyn–Sołotwina). W parlamencie austriackim pełnił wiele funkcji, był kilkakrotnie wiceprzewodniczącym Izby Poselskiej (24 lutego 1910 – 30 marca 1911; 21 lipca 1911 – 25 lipca 1914; 30 maja 1917 – 1 listopada 1918) oraz członkiem delegacji dla spraw wspólnych (7 czerwca 1906 – 7 stycznia 1907; 20 grudnia 1907 – 12 III 1908, 28 grudnia 1911 – 16 października 1912). W kolejnych kadencjach pełnił też funkcję przewodniczącego Klubu Ruskiego (1891–1894, 1901–1910), następnie Klubu Ukraińskiego (1911–1913) i Ukraińskiej Reprezentacji Parlamentarnej (1916–1917).
Podczas I wojny światowej był przewodniczącym Ukraińskiego Komitetu Pomocy i Ukraińskiej Rady Kultury w Wiedniu. W 1918 wszedł w skład Ukraińskiej Rady Narodowej, 10 listopada 1918 zaprzysiągł ministrów Sekretariatu Państwowego Zachodnioukraińskiej Republiki Ludowej. W latach dwudziestych przewodniczył wraz z Kostem Łewyckim Ukraińskiej Radzie Seniorów. 
Pochowany na Cmentarzu Łyczakowskim we Lwowie.

## Rodzina i życie prywatne
Urodził się w rodzinie nauczycielskiej. Syn Semena, nauczyciela szkoły ludowej i Marii córki duchownego gr.-kat. Jego synem był malarz impresjonista Tyt Romanczuk (1865–1911), a wnukiem malarz portrecista Antin Romanczuk (1898–1960). 